# تورینگنهاوزن
تورینگنهاوزن (به آلمانی: Thüringenhausen) یک شهر در آلمان است که در تورینگن واقع شده‌است. تورینگنهاوزن ۱۱۹ نفر جمعیت دارد.